# Stratolaunch Systems
Stratolaunch Systems — американская аэрокосмическая компания, созданная для разработки авиационно-космической системы для доставки грузов в космос. Штаб-квартира компании находится в городе Хантсвилл (Алабама). Основана в 2011 году одним из основателей Microsoft Полом Алленом и учредителем Scaled Composites Бертом Рутаном, которые перед этим сотрудничали при создании SpaceShipOne.

## История

### Предыстория
Проектировщики работали над идеей воздушных запусков с 1950-х годов. Замена первой ступени ракетой имела ряд преимуществ: не требуется космодром, самолёт может выбирать направление запуска, в том числе с учётом риска аварии, компоненты системы можно сделать многоразовыми и более коммерчески эффективными. В США разрабатывались системы воздушного старта для Space Shuttle, в СССР был построен Ан-225 «Мрия» как носитель челнока «Буран» (из-за технических сложностей, он никогда не был использован в этой роли). Но ракеты вытеснили самолёты как носители космических аппаратов в силу простоты, а идея воздушного запуска получила развитие уже в современный период силами бизнесменов-энтузиастов.

### Основание компании

Сравнение размеров Stratolaunch Systems с самыми большими самолётами

Stratolaunch создали два человека — сооснователь Microsoft Пол Аллен и авиационный конструктор, учредитель Scaled Composites Бёрт Рутан. Аллен ранее не занимался проектами, связанными с космосом, но был увлечён им с детства. Даже в ответственный момент, когда Microsoft готовил к выходу MS-DOS, уехал смотреть первый запуск STS-1, о чём с недовольством спустя много лет вспоминал Билл Гейтс.
Рутан с 1970-х годов заработал в авиационной отрасли репутацию оригинальными, но эффективными конструкторскими решениями. В 1982 году он основал компанию Scaled Composites, которую к 1990-м годам выкупил Northrop Grumman. С начала 1990-х годов Рутан прорабатывал концепцию воздушного старта, но ни один из потенциальных клиентов не решился воплощать подобный проект в металле.
В середине 1990-х годов Аллена, уже покинувшего Microsoft, заинтересовала идея широкополосной спутниковой связи. За консультациями он обратился к Рутану, но сотрудничество не сложилось. А спустя несколько лет сам Рутан обратился к Аллену за инвестициями в проект самолёта для вывода в космос пилотируемых кораблей. Успех начинания позволил бы значительно удешевить доставку на орбиту, что соответствовало устремлению Аллена создать новый массовый рынок, как когда-то Microsoft сделал с ПК.
Однако запуски SpaceShipOne с самолёта-носителя WhiteKnight чудом обошлись без аварии, и после катастрофы шаттла «Колумбия» Аллен не был готов заниматься проектом, который мог привести к гибели пилотов. В итоге, проект был лицензирован для Virgin Galactic Бренсона. В дальнейшем в истории компании Бренсона действительно были два фатальных инцидента, которых так опасался Аллен.
Спустя несколько лет сам Аллен вернулся к идее воздушных запусков, когда снижение числа запускова NASA освободило нишу для частного бизнеса. Бренсон занимался направлением космического туризма, Маск — проектированием корабля для полёта на Марс, Аллен решил сосредточиться на выводе на орбиту спутников, стоимость которых последовательно снижалась, делая их массовым явлением. В 2011 году Аллен и Рутан учредили новую компанию Stratolaunch Systems и анонсировали создание самолёта под рабочим обозначением Roc (англ. Рух, мифическая птица, по легенде способная поднять слона).

### Доставка грузов на орбиту
По данным американской газеты The Wall Street Journal, один из основателей компании заявил о готовности вложить в проект до 200 млн долларов.
Новая система должна выводить на низкую околоземную орбиту 6,12 тонн полезного груза. Она состоит из трёх главных компонентов:
- двухфюзеляжный самолет-носитель, который будет самым большим в истории самолетом;
- многоступенчатая ракета, подвешиваемая под центральной частью крыла между фюзеляжами;
- система, позволяющая самолету-носителю безопасно нести ракету.

В 2012 году в пустыне Мохаве (штат Калифорния) был построен специальный ангар, предназначенный для строительства самолёта-носителя.
Разработка Roc была сопряжена со сложными техническими задачами. Для создания огромных 87-метровых лонжеронов, которые должны были обеспечить прочность крыла двухфюзеляжного самолёта, была разработана отдельная технология работы с композитными материалами. Для снижения стоимости разработки в проекте использовались двигатели и другие компоненты трёх Boeing 747. Хотя Рутан остался в совете директоров Scaled Composites, непосредственно проектированием Roc занимались другие инженеры, и не все его идеи нашли отражение в проекте.
Изначально планировалось, что Roc будет служить носителем для ракет производства SpaceX, однако Маск решил не участвовать в проекте. Основатели рассматривали возможность запуска ракет Pegaus XL, однако отказались из-за их малой полезной нагрузки: разработка собственного космического аппарата выглядела более перспективной. В 2016 году под руководством бывшего главы отдела двигателей SpaceX началась разработка Kraken. По расчётам компании, он позволил бы выводить грузы на орбиту часто, быстро и по конкурентоспособной цене — вдвое ниже, чем у Falcon 9.
Предполагалось, что первые тестовые полёты самолёта-носителя начнутся уже через пять лет после начала реализации проекта, в 2016 году. Однако первая выкатка самолёта из ангара, ознаменовавшая собой начало наземных испытаний, была осуществлена лишь в мае 2017 года. Первый показательный полёт состоялся 13 апреля 2019 года.

### Испытания гиперзвуковых технологий
В мае 2021 года Stratolaunch Systems осуществил свой второй тестовый полет. Самолет находился в воздухе около трех часов. Во время испытательных тестов он достиг высоты 4 тыс. м. и скорости 320 км/ч. Воздушное судно решили использовать для испытаний гиперзвуковых технологий.
В марте 2024 года Stratolaunch Systems успешно провела испытания собственного гиперзвукового летательного аппарата Talon-A (TA-1). В ходе испытаний аппарат отстыковался от самолёта-носителя, включил двигатели и развил скорость, близкую к 5 махам — около 6,1 тысяч км в час.

## Самолет-носитель
Двухфюзеляжный самолёт Stratolaunch Model 351 (другое неофициальное название — Roc) имеет самый большой размах крыльев в истории авиации (117 м) и длину 73 м. Максимальный взлётный вес должен составить 590 тонн с весом подвесной полезной нагрузки 230 тонн. Самолёт оснащён шестью двухконтурными турбореактивными двигателями Pratt & Whitney PW4056 тягой по 25 тонн, снятыми со списанных лайнеров. Шасси самолета 28-колёсное, расчётная взлётная дистанция с полной нагрузкой составляет 3800 м. Максимальная дальность полёта самолёта с полной нагрузкой не превысит 3700 км.

## Ссылка
- Stratolaunch Systems, официальный сайт.
- Video — Stratolaunch First Flight - April 13, 2019
- Video — Animation of the stratolaunch
- Video — Stratolaunch Systems Press Conference 2011-12-13
- Thinking big in space, The Economist, 27 Dec 2011.